# Грязнушка (приток Медведицы)
Грязнушка (устар. Уряжушка) — река в России, протекает в Саратовской области. Устье реки находится в 633 км по правому берегу реки Медведица. Длина реки составляет 10 км, площадь водосборного бассейна 49,8 км².

## Данные водного реестра
По данным государственного водного реестра России относится к Донскому бассейновому округу, водохозяйственный участок реки — Медведица от истока до впадения реки Терса, речной подбассейн реки — Дон между впадением Хопра и Северского Донца. Речной бассейн реки — Дон (российская часть бассейна).
Код объекта в государственном водном реестре — 05010300112107000007996.